# Lubna
Lubna (estilizado como LVBNA) es el séptimo álbum de estudio de la cantante Mónica Naranjo, primero tras Tarántula. Fue lanzado por Sony Music el 29 de enero de 2016. Este disco supone el regreso de Mónica Naranjo tras siete años desde la publicación de su último álbum de estudio sin tener en cuenta el recopilatorio lanzado en 2014 4.0. El proyecto ha sido descrito como «la obra magna de Naranjo y su proyecto más ambicioso», donde la cantante combina la ópera con el rock. Desde su discográfica afirman que se trata de una «obra inclasificable y compleja, llena de pasajes instrumentales de orquesta sinfónica y coros que alternan con canciones». Asimismo, señalan que este proceso se inició en 2008 con su anterior trabajo, «una evolución natural hasta llegar a ese estilo personal».
Naranjo y Pepe Herrero han sido los encargados de musicalizar la banda sonora de la novela LUBNA. Producida integralmente por Mónica Naranjo, Pepe Herrero y Chris Gordon. LUBNA ha sido grabado entre 2009 y 2015 en el Gran Teatro de Elche (Alicante), los Estudios Montepríncipe (Madrid), Three Hands (Glasgow), Mágica Estudios (Madrid) y BBSwing (Barcelona). Las mezclas y el mastering lo realizó Chris Gordon en Glasgow. Los arreglos de la coral y la orquesta han corrido a cargo de Pepe Herrero y han sido interpretados por la Orquesta Sinfónica Ciudad de Elche, el Orfeón Ciudad de Elche y el Orfeón Voces Crevillentinas. Destacan las colaboraciones en dos canciones de Marina Heredia y su padre, el también cantaor Jaime Heredia “el Parrón””.
El primer single lanzado, «Jamás», en menos de 24 horas alcanzó el puesto n.º 1 en iTunes y Amazon; doblando a Adele en ventas. El sencillo ha sido valorado con un balance muy positivo, aunque lo que más ha sorprendido es el videoclip; en menos de un día alcanzó las 700.000 reproducciones.
Tres días después de su publicación, el videoclip alcanzaba las 2.000.000 reproducciones y en 7 días más de 3.500.000 de reproducciones. Además de su primer sencillo, también se lanzó la pre-venta/reserva de Lubna, consiguiendo también entrar en las listas de ventas digitales en el Top 5. 
A mediados de diciembre se anunció que el 8 de enero, antes de la salida a la venta del álbum, se publicaría un adelanto del disco, siendo escogida la canción «Fin» para ello. Así, la canción fue publicada como un primer sencillo promocional, con el que Naranjo volvió a ser n.º 1 en iTunes y Amazon; Asimismo, volvió a conseguir colocar la reserva del disco en primera posición de los álbumes más vendidos en iTunes España. Aunque únicamente consiguió debutar en la posición 61 de la lista de ventas de Promusicae. A mediados de enero de 2016 fue anunciada la canción «Perdida» como un segundo sencillo promocional para ser lanzado en 22 de ese mismo mes. Como ya ocurrió con el anterior sencillo promocional, la canción llegó a liderar las listas de ventas en ITunes.
Finalmente, tras la publicación del álbum el 29 de enero, Naranjo consiguió alcanzar la primera posición en las diferentes plataformas digitales en España, mientras en México era el tercer álbum más vendido. Asimismo, consiguió debutar en la primera posición de la lista de ventas española, además, repitió dicha posición en su segunda semana. De la misma manera, a menos de 2 semanas de ser publicado el álbum, Lubna consiguió ser disco de oro en España. A partir del próximo 26 de febrero el álbum estará disponible en edición física en México.

## Lista de canciones
| Edición estándar |                                    |          |  |
| N.º              | Título                             | Duración |  |
| 1.               | «Lasciatemi qui»                   | 3:38     |  |
| 2.               | «Apocalíptica»                     | 2:55     |  |
| 3.               | «Ya Está Bien»                     | 6:52     |  |
| 4.               | «Perdida»                          | 4:58     |  |
| 5.               | «Essere uno»                       | 1:19     |  |
| 6.               | «Fin»                              | 4:21     |  |
| 7.               | «Eleo é nato»                      | 1:39     |  |
| 8.               | «Ese Es Mi Público»                | 4:53     |  |
| 9.               | «Boomerang (feat. Marina Heredia)» | 3:56     |  |
| 10.              | «Holocausto»                       | 6:32     |  |
| 11.              | «L'ombra (feat. Jaime Heredía)»    | 2:01     |  |
| 12.              | «Romance Con la Locura»            | 4:47     |  |
| 13.              | «Contemplazione»                   | 2:39     |  |
| 14.              | «Balada Desesperada»               | 3:54     |  |
| 15.              | «Jamás»                            | 5:28     |  |
| 16.              | «Mortem Eleonard»                  | 2:48     |  |
| 17.              | «Lubna y Eleonard»                 | 4:33     |  |
| 18.              | «Jamás (Instrumental)»             | 5:28     |  |

## Promoción
La primera aparición en público de la cantante para arrancar la promoción del disco tuvo lugar el 24 de enero de 2016 en el programa de televisión Que tiempo tan feliz, donde Naranjo ofreció una entrevista e interpretó por primera vez el primer sencillo del álbum, «Jamás», y el primer sencillo promocional «Fin». Gracias a la presencia de la cantante, los datos de audiencia del programa aumentaron considerablemente, superando el millón de espectadores. Asimismo, la cantante catalana ofreció varias entrevistas para medios digitales, prensa escrita y televisión. Así, la cantante estará presente en el programa El Hormiguero el martes posterior al viernes en que se puso a la venta este nuevo proyecto.

## Sencillos
| Lista                | Posición | Ref.  |
| -------------------- | -------- | ----- |
| Promusicae (singles) | 2        | [ 6 ] |
| iTunes               | 1        | [ 1 ] |

| Lista                | Posición | Ref.  |
| -------------------- | -------- | ----- |
| Promusicae (singles) | 2        | [ 6 ] |
| iTunes               | 1        | [ 2 ] |

| Lista                | Posición | Ref.        |
| -------------------- | -------- | ----------- |
| Promusicae (singles) | 3        | [ 6 ]       |
| iTunes               | 3        | [ 7 ] [ 8 ] |

## Listas y certificaciones

### Semanales
| Europa         |                            |    |
| España         | Promusicae Top 100 Albums  | 1  |
| Estados Unidos | Billboard Latin Pop Albums | 5  |
| Estados Unidos | Billboard Latin Albums     | 8  |
| México         | Amprofon Top 100 Álbumes   | 49 |

### Certificaciones
| País   | Organismo certificador | Copias certificadas | Certificación |
| Europa |                        |                     |               |
| España | Promusicae             | 20 000              | Oro           |

## Historial de lanzamientos
| País           | Fecha                 | Formato               | Discografía |
| -------------- | --------------------- | --------------------- | ----------- |
| España         | 29 de enero de 2016   | CD y descarga digital | Sony Music  |
|                | 29 de enero de 2016   | Descarga digital      | Sony Music  |
| México         | 26 de febrero de 2016 | Formato físico        | Sony Music  |
| Estados Unidos | 15 de abril de 2016   | Formato físico        | Sony Music  |